# Cheiropleuria integrifolia
Cheiropleuria integrifolia är en ormbunkeart som först beskrevs av Daniel Cady Eaton och William Jackson Hooker, och fick sitt nu gällande namn av M. Kato, Y.Yatabe, Sahashi och N. Murak. Cheiropleuria integrifolia ingår i släktet Cheiropleuria och familjen Dipteridaceae. Inga underarter finns listade.